# Машадри, Рафаэлла
Рафаэлла Машадри (итал. Raffaella Masciadri; род. 30 сентября 1980 года, Комо, пров. Комо, Ломбардия, Италия) — итальянская профессиональная баскетболистка, выступавшая в женской национальной баскетбольной ассоциации. Не выставляла свою кандидатуру на драфт ВНБА 2004 года, но ещё до начала очередного сезона заключила контракт с командой «Лос-Анджелес Спаркс». Играла на позиции лёгкого форварда.
В составе национальной сборной Италии Машадри принимала участие на чемпионатах Европы 2007 года в Италии, 2009 года в Латвии, 2013 года во Франции, 2015 года в Венгрии и Румынии и 2017 года в Чехии и стала серебряным призёром летней Универсиады 2003 года в Тэгу.

## Ранние годы
Рафаэлла Машадри родилась 30 сентября 1980 года в городе Комо (провинция Комо), дочь Луиджи Машадри.